# 1774
Перша наукова революція •  Просвітництво • Глухівський період в історії Гетьманщини •  Російська імперія

## Геополітична ситуація
Султаном Османської імперії став Абдул-Гамід I (до 1789). Під владою османів перебувають Близький Схід та Єгипет, Середземноморське узбережжя Північної Африки, частина Закавказзя, значні території в Європі: Греція, Болгарія і Сербія. Васалами османів є Волощина та Молдова.
Священна Римська імперія охоплює, крім німецьких земель, Угорщину з Хорватією, Трансильванію, Богемію, Північну Італію, Австрійські Нідерланди. Її імператор — Йосиф II (до 1790). Марія-Терезія має титул королеви Угорщини. Королем Пруссії є Фрідріх II (до 1786).
У Франції короля Людовіка XV змінив Людовик XVI (до 1792). Франція має колонії в Північній Америці та Індії. В Іспанії королює Карл III (до 1788). Королівству Іспанія належать південь Італії, Нова Іспанія, Нова Гранада та Віцекоролівство Перу в Америці, Філіппіни. У Португалії королює Жозе I (до 1777). Португалія має володіння в Бразилії, в Африці, в Індії, в Індійському океані й Індонезії.
На троні Великої Британії сидить Георг III (до 1820). Британія має колонії в Північній Америці, на Карибах та в Індії. Північ Нідерландів займає Республіка Об'єднаних провінцій. Вона має колонії в Північній Америці, Індонезії, на Формозі та на Цейлоні. Король Данії та Норвегії — Кристіан VII (до 1808), на шведському троні сидить Густав III (до 1792). На Апеннінському півострові незалежні Венеційська республіка та Папська область. Король Речі Посполитої — Станіслав Август Понятовський (до 1795). У Російській імперії править Катерина II (до 1796).
Україну розділено між трьома державами. Королівство Галичини та Володимирії належить Австрії. По Дніпру проходить кордон між Річчю Посполитою та Російською імперією. Лівобережна частина розділена на Малоросійську, Новоросійську та Слобідсько-Українську губернії. Нова Січ є пристановищем козаків. Існує Кримське ханство, якому підвладна Ногайська орда.
В Ірані фактично править династія Зандів.
Значними державами Індостану є Імперія Великих Моголів, Імперія Маратха. Зростає могутність Британської Ост-Індійської компанії. У Китаї править Династія Цін. У Японії триває період Едо.

## Події

### В Україні
- Австрія окупувала Буковину.
- Кримське ханство отримало незалежність від Османської імперії.

### У світі
- 21 січня помер турецький султан Мустафа III. Його спадкоємцем став Абдул-Гамід I.
- 10 травня після смерті свого діда Людовика XV королем Франції став Людовик XVI.
- Російсько-турецька війна:
  - 20 червня російська армія під командуванням Олександра Суворова розтрощила турків у битві біля Козлуджі.
  - 21 липня підписано Кючук-Кайнарджійський мирний договір, що завершив війну.
- Повстання Пугачова:
  - Влітку на берегах річки Позим, що в Удмуртії, пройшов бій між повстанцями Омеляна Пугачова та загоном управителя Іжевського заводу Іваном Алимовим, в якому перемогу отримали повсталі.
  - 21 серпня повстанці зазнали невдачі при штурмі Царицина.
  - 15 вересня керівника козацького повстання Омеляна Пугачова зрадили власні люди й видали царським військам.
- 22 вересня помер Папа римський Климент XIV.
  - 25 листопада царські війська полонили Салавата Юлаєва, що поклало край повстанню Пугачова.
- 10 листопада відбулися загальні вибори у Великій Британії. Перемогли торі, посаду прем'єр-міністра зберіг за собою Фредерік Норт.
- Напередодні війни за незалежність в Америці:
  - 27 січня у Бостоні сердитий натовп схопив і обкачав у дьогті з пір'ям британського митника за те, що він ударив ціпком місцевого шевця.
  - 13 березня Британський парламент прийняв закон про закриття бостонського порту як покарання за бостонське чаювання.
  - 5 вересня у Філадельфії відкрився Перший Континентальний конгрес.
  - 14 жовтня Континентальний конгрес прийняв Декларацію прав із 10 принципів.
  - З 1 грудня почав діяти бойкот на британські товари.

### Наука та культура
- Карл Вільгельм Шеєле виділив і описав хлор.
- Джон Вілкінсон отримав патент на свердлильну машину для виготовлення гармат. Згодом її використовували для виробництва циліндрів парових машин.
- Найясніший цісар Йосиф ІІ запровадив обов'язкову початкову освіту.
- Французький парламент позбавив прав громадянства П'єра Бомарше.
- Побачив світ роман Йоганна Вольфганга фон Гете «Страждання молодого Вертера».
- Уряд Венеційської республіки дозволив Джакомо Казанові повернутися після 17-річної відсутності.
- Антоніо Сальєрі призначено придворним композитором найяснішого цісаря Йосифа II.
- Моцарт написав симфонію № 29

### Засновані
- Бератський пашалик

### Зникли
- Кафинський еялет

## Народились
Дивись також Категорія:Народились 1774
- 28 квітня — Франсис Бейлі, англійський астроном, один із засновників Лондонського королівського астрономічного товариства (1820), чотири рази обирався його президентом
- Білецький-Носенко Павло Павлович
- Жан-Батіст Біо
- Велланський Данило Михайлович
- Левицький Михайло (кардинал)

## Померли
Дивись також Категорія:Померли 1774
- Кене Франсуа
- Климент XIV
- Людовик XV (король Франції)